# ماتومي أوغاكي
ماتومي أوغاكي (宇 垣 纏، أوغاكي ماتومي، 15 فبراير 1890 - 15 أغسطس 1945) كان أدميرالًا في البحرية الإمبراطورية اليابانية خلال الحرب العالمية الثانية، يُعرف بمذكراته المستفيضة الكاشفة عن الحرب ودوره في معركة خليج ليتي، إضافة إلى انتحاره في مهمة كاميكازي بعد ساعات من إعلان استسلام اليابان في نهاية الحرب.